# Robert Curry Cameron
Robert Curry Cameron (1925–1972) fue un astrónomo estadounidense.

## Semblanza
El 20 de abril de 1950 descubrió el planeta menor (1575) Winifred desde Brooklyn (Indiana).
Publicó  "The Magnetic and Related Stars", una colección de artículos que presentó en 1965 a un simposio en Greenbelt (Maryland).

## Eponimia
- El cráter lunar Cameron lleva este nombre en su memoria.[2]